# George Howard Darwin
Sir George Howard Darwin, KCB, FRS, FRSE, angleški odvetnik in astronom, * 9. julij 1845, Down House, Downe, grofija Kent, Anglija, † 7. december 1912, Cambridge, Anglija.

## Življenje
George Darwin se je rodil v Down Houseu kot drugi sin in peti otrok Charlesa Darwina in Emme Darwin.
Od enajstega leta je študiral pri Charlesu Pritchardu v Srednji šoli Clapham in se leta 1863 vpisal na Kolidž svetega Janeza v Cambridgeu, nato pa se je kmalu prepisal na Koliž Trinity, kjer je bil njegov tutor matematik Edward John Routh. Diplomiral je kot drugi najboljši študent leta 1868, ko je tudi zasedel drugo mesto za Smithovo nagrado, in bil izbran za člana kolidža. Magisterij je opravil leta 1871. Leta 1872 je bil sprejet v odvetniško zbornico, vendar se je vrnil k znanosti. Junija 1879 so ga izbrali za člana Kraljeve družbe. Leta 1884 je prejel njeno kraljevo medaljo, leta 1911 pa njeno Copleyjevo medaljo. Leta 1891 je podal njeno bakersko predavanje o temi »plimskih napovedi«.
V letu 1883 je postal Plumeov profesor astronomije in eksperimentalne filozofije na Univerzi v Cambridgeu. Raziskoval je plimske sile, ki vplivajo na Sonce, Luno in Zemljo, in formuliral teorijo razcepitve nastanka Lune.
Bil je član Kraljeve astronomske družbe (RAS) in je leta 1892 prejel njeno zlato medaljo. Med letoma 1899 in 1901 je bil predsednik RAS. Leta 1984 je RAS ustanovila nagradni lektorat in ga imenovala lektorat Georgea Darwina v njegovo čast.
Leta 1908 je bil povabljeni predavatelj na Mednarodnem matematičnem kongresu v Rimu in je predaval o mehaniki, fizikalni matematiki in astronomiji. Kot predsednik Cambriškega filozofskega društva je imel uvodni nagovor na Kongresu leta 1912 o značaju čiste in uporabne matematike.
George in Maud Darwin sta leta 1885 kupila zgradbo Newnham Grange v Cambridgeu in jo precej preuredila. Od leta 1962 je Grange del Darwinovega kolidža.
Darwin je pokopan na pokopališču Trumpington Extension v Cambridgeu skupaj s sinom Leonardom in hčerjo Gwen (Raverat). Njegovo ženo lady Maud Darwin so kremirali v camriškem krematoriju. Njegov brata sir Francis Darwin in sir Horace Darwin in njuni ženi so pokopani v Parish of the Ascension Burial Ground.

## Družina
Darwin se je poročil z Martho (Maud) du Puy, hčerjo Charlesa du Puya iz Filadelfije, leta 1884. Njegova žena je bila članica Ladies Dining Society v Cambridgeu skupaj z drugimi 11-imi člani.
Umrla je 6. februarja 1947. Imela sta tri sinove in dve hčeri:
- Gwen Raverat (1885–1957), umetnica.
- sir Charles Galton Darwin (1887–1962), fizik.
- Margaret Elizabeth Darwin (1890–1974), poročena s sirom Geoffreyjem Keynesom.
- William Robert Darwin (1894–1970)
- Leonard Darwin (1899–1899)

## Izbrana dela
- Tides, Enciklopedija Britannica (9. izd.). 1875–1889.
- The tides and kindred phenomena in the solar system (Boston, Houghton, 1899)
- Problems connected with the tides of a viscous spheroid (London, Harrison and Sons, 1879–1882)
- Scientific papers (Volume 1): Oceanic tides and lunar disturbances of gravity (Cambridge : University Press, 1907)[10][11]
- Scientific papers (Volume 2): Tidal friction and cosmogony. (Cambridge : University Press, 1908)[10]
- Scientific papers (Volume 3): Figures of equilibrium of rotating liquid and geophysical investigations. (Cambridge : University Press, 1908)
- Scientific papers (Volume 4): Periodic orbits and miscellaneous papers. (Cambridge : University Press, 1911)
- Scientific papers (Volume 5) Supplementary volume, containing biographical memoirs by Sir Francis Darwin and Professor E. W. Brown, lectures on Hill's lunar theory, etc... (Cambridge : University Press, 1916)
- The Scientific Papers of Sir George Darwin. 1907. Cambridge University Press (rep. by Cambridge University Press, 2009; ISBN 978-1-108-00449-7)

### Članki
- "On Beneficial Restrictions to Liberty of Marriage," The Contemporary Review, Vol. XXII, June/November 1873.
- "Commodities Versus Labour," The Contemporary Review, Vol. XXII, June/November 1873.
- "The Birth of a Satellite" Harper's Monthly Magazine, December 1903, pages 124 to 130.

## Priznanja

### Poimenovanja
Po njem in njegovem očetu Charlesu se imenuje asteroid notranjega dela glavnega asteroidnega pasu 1991 Darwin.